# Hattatjärnen
Hattatjärnen är en sjö i Marks kommun i Västergötland och i Kungsbacka kommun i Hallands län som ingår i Kungsbackaåns huvudavrinningsområde.